# Seis milhões
Seis milhões é um número inteiro. Este número aparece em:
- Seis milhões é o número estimado de vítimas do Holocausto judeu na Segunda Guerra Mundial; o número de pessoas assassinadas pelos nazistas nos campos de concentração é ainda maior.[1]
- De acordo com Carl Friedrich Keil e Franz Delitzch, com base na estimativa de que o exército do Rei Davi tinha um milhão, quinhentos e setenta mil soldados, a população da Palestina, naquela época, seria da ordem de cinco a seis milhões de pessoas.[2]
- O Homem de Seis Milhões de Dólares, série americana dos anos 1970.
- O Homem de Seis Milhões de Cruzeiros contra as Panteras, paródia brasileira, de 1978.